# Robert Lücken
Robert Lücken (Amsterdam, 30 aprile 1985) è un canottiere olandese, vincitore della medaglia di bronzo nell'otto con a Rio de Janeiro 2016.

## Biografia
Ai mondiali di Poznań 2009 ha conquistato il bronzo nell'otto.
Agli europei di Siviglia 2013 ha vinto il titolo continental nel 4 senza, con Boaz Meylink, Kaj Hendriks e Mechiel Versluis. Con la stessa formazione, si è laurato campione iridato a Chungju 2013.
Ai mondiali di Aiguebelette-le-Lac 2015 ha ottentuo il bronzo nell'otto.
Ha rappresentato i Paesi Bassi ai Giochi olimpici estivi di Rio de Janeiro 2016, dove ha vinto la medaglia di bronzo nell'otto con, assieme Dirk Uittenbogaard, Boaz Meylink, Kaj Hendriks, Boudewijn Röell, Olivier Siegelaar, Tone Wieten, Mechiel Versluis, Peter Wiersum.
Agli europei di Račice 2017 e Lucerna 2019 è salito sul terzo gradino del podio nell'otto.
Ai mondiali di Linz-Ottensheim 2019 ha ottenuto l'argento nell'otto.
Agli europei di Poznań 2020 e Varese 2021 ha vinto il bronzo nell'otto.
Ha fatto la sua seconda apparizione olimpica a Tokyo 2020 (differti nell'agosto 2021 a causa della pandemia di COVID-19), classificandosi 5º nell'otto con, insieme Björn van den Ende, Ruben Knab, Jasper Tissen, Simon van Dorp, Maarten Hurkmans, Bram Schwarz, Mechiel Versluis, Eline Berger.

## Palmarès
- Giochi olimpici

Rio de Janeiro 2016: bronzo nell'8 con.
- Mondiali

Poznań 2009: bronzo nell'8.
Chungju 2013: oro nel 4 senza.
Aiguebelette-le-Lac 2015: bronzo nell'8.
Linz-Ottensheim 2019: argento nell'8.
- Europei

Siviglia 2013: oro nel 4 senza.
Račice 2017: bronzo nell'8.
Lucerna 2019: bronzo nell'8.
Poznań 2020: bronzo nell'8.
Varese 2021: bronzo nell'8.